# گمینا سکویژنا
گمینا سکویژنا (به لهستانی:  Gmina Skwierzyna) یک گمینا در لهستان است که در شهرستان مینزژچ واقع شده‌است. گمینا سکویژنا ۲۸۵٫۴۴ کیلومتر مربع مساحت و ۱۲٬۶۹۳ نفر جمعیت دارد.